# ألبين يوهانسون
ألبين يوهانسون (بالسويدية: Albin Johansson) (و. 1886 – 1968 م) هو كبير الإداريين التنفيذيين، وشخصية أعمال سويدي، ولد في ستوكهولم، كان عضوًا في الأكاديمية الملكية السويدية للعلوم الهندسية، توفي عن عمر يناهز 82 عاماً.

## جوائز
حصل على جوائز منها:

ميدالية رودولف ديزل ‏

## روابط خارجية
- ألبين يوهانسون على موقع مونزينجر (الألمانية)